# 弗格森 (阿肯色州)
弗格森（英語：Ferguson）是位於美國阿肯色州菲利普斯縣的一個非建制地區。該地的面積和人口皆未知。

## 地理
弗格森的座標為34°08′17″N 90°59′02″W / 34.13806°N 90.98389°W，而該地的平均海拔高度為49米（即161英尺）。